# Steve Novak
Pour les articles homonymes, voir Novak.
Steve Novak, né le 13 juin 1983 à Libertyville (Illinois), aux États-Unis, est un joueur américain de basket-ball. Il évolue aux postes d'ailier et d'ailier fort.

## Carrière

### Rockets de Houston (2006–2008)
Le 28 juin 2006, Novak est sélectionné à la 32e position de la draft 2006 de la NBA par les Rockets de Houston. À la fin de sa saison rookie, il a des moyennes de 1,5 point et 0,7 rebond en 5,5 minutes par match. Il n'est pas sur la liste des joueurs actifs des Rockets pour participer aux playoffs.
Durant la saison 2007-2008, Novak est envoyé en D-League chez les Vipers de Rio Grande Valley. Le 16 décembre 2007, les Rockets le rappellent dans leur effectif après avoir passé un mois en D-League.
Le 13 février 2008, Novak marque le panier à trois points de la victoire contre les Kings de Sacramento à 2,5 secondes de la fin du match pour remporter le match 89 à 87 et poursuivre la série historique des Rockets avec 22 victoires consécutives. Ce tir est son seul panier du match.

### Clippers de Los Angeles (2008–2010)
Le 6 août 2008, les Rockets transfèrent Novak aux Clippers de Los Angeles contre un second tour de draft 2011 de la NBA. Le 15 mars 2009, Novak marque un tir à trois points au buzzer et permet aux Clippers de battre les Nets du New Jersey 107 à 105.

### Mavericks de Dallas (2010–2011)
Le 22 septembre 2010, Novak signe avec les Mavericks de Dallas. Le 5 janvier 2011, il est libéré par l'équipe.

### Spurs de San Antonio (2011)
Le 4 février 2011, Novak rejoint les Bighorns de Reno en D-League mais trois jours plus tard, il est contacté par les Spurs de San Antonio pour un contrat de dix jours. Le 22 février, il signe un second contrat de dix jours avec les Spurs. Le 4 mars 2011, les Spurs signent Novak pour le reste de la saison 2010-2011.
Le 19 décembre 2011, Novak est libéré par les Spurs.

### Knicks de New York (2011–2013)
Le 21 décembre 2011, Novak signe chez les Knicks de New York pour le minimum vétéran de 1,4 million de dollars. À la fin de la saison NBA 2011-2012, il devient le joueur le plus adroit de la ligue à trois points avec 47,2 % de réussite sur la saison et a le même total de tir à trois points marqués que Kevin Durant avec 133.
Le 9 juillet 2012, il prolonge avec les Knicks de New York pour quatre ans et 15 millions de dollars. Novak participe au concours de tirs à trois points lors du NBA All-Star Game 2013.

### Raptors de Toronto (2013–2014)
Le 10 juillet 2013, Novak, Marcus Camby, Quentin Richardson, un futur premier tour de draft et deux futurs seconds tour de draft sont transférés par les Knicks de New York aux Raptors de Toronto en échange d'Andrea Bargnani.

### Jazz de l'Utah (2014–2015)
Le 10 juillet 2014, Novak est transféré, avec un second tour de draft 2017 de la NBA au Jazz de l'Utah en échange de Diante Garrett.

### Thunder d'Oklahoma City (2015–2016)
Le 19 février 2015, Novak est transféré au Thunder d'Oklahoma City dans un échange en triangle avec les Pistons de Détroit.
Le 18 février 2016, Novak est transféré, avec D. J. Augustin, deux seconds tours de draft et de l'argent aux Nuggets de Denver en échange de Randy Foye. Le lendemain, il est libéré par les Nuggets.

### Bucks de Milwaukee (2016-2017)
Le 22 février 2016, Novak signe aux Bucks de Milwaukee. Il dispute trois rencontres avec les Bucks avant de se faire une entorse au ligament du genou gauche le 27 février contre les Pistons de Détroit. Il doit mettre un terme à sa saison.
Le 29 août 2016, il re-signe chez les Bucks.
Le 2 février 2017, il est coupé par les Bucks (l'arrivée de Spencer Hawes et Roy Hibbert en échange du départ de Miles Plumlee vers les Hornets oblige la franchise du Wisconsin à se séparer de lui).

## Palmarès
- Champion de la Division Atlantique en 2013 avec les Knicks de New York.

## Statistiques

### Universitaires
| Saison   | Équipe    | Matchs | Titul. | Min./m | % Tir | % 3pts | % LF | Rbds/m. | Pass/m. | Int/m. | Ctr/m. | Pts/m. |
| -------- | --------- | ------ | ------ | ------ | ----- | ------ | ---- | ------- | ------- | ------ | ------ | ------ |
| 2002-03  | Marquette | 33     | 0      | 15,5   | 50,4  | 50,5   | 93,9 | 2,15    | 0,52    | 0,21   | 0,00   | 6,67   |
| 2003-04  | Marquette | 31     | 29     | 29,5   | 35,7  | 43,0   | 91,2 | 4,61    | 1,26    | 0,74   | 0,10   | 12,48  |
| 2004-05  | Marquette | 31     | 29     | 29,9   | 45,7  | 46,1   | 90,5 | 4,10    | 0,90    | 0,52   | 0,06   | 13,52  |
| 2005-06  | Marquette | 31     | 31     | 33,8   | 47,7  | 46,7   | 97,4 | 5,90    | 1,26    | 0,65   | 0,13   | 17,45  |
| Carrière |           | 126    | 89     | 27,0   | 46,1  | 46,1   | 93,1 | 4,16    | 0,98    | 0,52   | 0,07   | 12,44  |

### Professionnels

#### En NBA

##### Saison régulière
| Meilleur joueur de cette catégorie statistique de la saison |

gras = ses meilleures performances
| Saison   | Équipe        | Matchs | Titul. | Min./m | % Tir | % 3pts | % LF  | Rbds/m. | Pass/m. | Int/m. | Ctr/m. | Pts/m. |
| -------- | ------------- | ------ | ------ | ------ | ----- | ------ | ----- | ------- | ------- | ------ | ------ | ------ |
| 2006–07  | Houston       | 35     | 1      | 5,4    | 36,0  | 33,3   | 100,0 | 0,74    | 0,17    | 0,14   | 0,00   | 1,46   |
| 2007–08  | Houston       | 35     | 0      | 7,5    | 48,0  | 47,9   | 75,0  | 1,00    | 0,17    | 0,06   | 0,09   | 3,86   |
| 2007–08  | LA Clippers   | 71     | 3      | 16,4   | 44,4  | 41,6   | 91,3  | 1,76    | 0,56    | 0,28   | 0,07   | 6,93   |
| 2008–09  | LA Clippers   | 54     | 0      | 6,7    | 38,9  | 31,0   | 77,8  | 0,61    | 0,11    | 0,13   | 0,04   | 2,09   |
| 2010–11  | Dallas        | 7      | 0      | 2,5    | 50,0  | 75,0   | 0,0   | 0,71    | 0,00    | 0,00   | 0,00   | 1,57   |
| 2010–11  | San Antonio   | 23     | 0      | 8,6    | 52,5  | 54,8   | 100,0 | 1,00    | 0,13    | 0,04   | 0,22   | 4,04   |
| 2011–12  | New York      | 54     | 0      | 18,9   | 47,6  | 47,2   | 84,6  | 1,93    | 0,22    | 0,30   | 0,17   | 8,83   |
| 2012–13  | New York      | 81     | 1      | 20,3   | 41,4  | 42,5   | 90,9  | 1,88    | 0,43    | 0,35   | 0,10   | 6,60   |
| 2013–14  | Toronto       | 54     | 1      | 10,0   | 41,1  | 42,6   | 100,0 | 1,07    | 0,24    | 0,22   | 0,07   | 3,30   |
| 2014–15  | Utah          | 22     | 0      | 5,0    | 45,7  | 48,5   | 0,0   | 0,73    | 0,27    | 0,00   | 0,05   | 2,18   |
| 2014–15  | Oklahoma City | 13     | 0      | 6,8    | 28,6  | 20,0   | 0,0   | 0,46    | 0,38    | 0,00   | 0,08   | 1,15   |
| 2015–16  | Oklahoma City | 7      | 0      | 3,5    | 50,0  | 55,6   | 0,0   | 0,57    | 0,00    | 0,00   | 0,00   | 2,43   |
| 2015–16  | Milwaukee     | 3      | 0      | 6,6    | 33,3  | 33,3   | 100,0 | 0,33    | 0,00    | 0,00   | 0,00   | 2,33   |
| Carrière |               | 493    | 6      | 12,3   | 43,8  | 43,1   | 87,7  | 1,28    | 0,29    | 0,20   | 0,08   | 4,73   |

##### Playoffs
| Saison   | Équipe      | Matchs | Titul. | Min./m | % Tir | % 3pts | % LF | Rbds/m. | Pass/m. | Int/m. | Ctr/m. | Pts/m. |
| -------- | ----------- | ------ | ------ | ------ | ----- | ------ | ---- | ------- | ------- | ------ | ------ | ------ |
| 2010     | Houston     | 3      | 0      | 7,0    | 75,0  | 66,7   | 0,0  | 0,67    | 0,00    | 0,00   | 0,33   | 2,67   |
| 2011     | San Antonio | 1      | 0      | 5,7    | 0,0   | 0,0    | 0,0  | 1,00    | 0,00    | 0,00   | 0,00   | 0,00   |
| 2012     | New York    | 5      | 1      | 18,9   | 44,4  | 57,1   | 0,0  | 3,00    | 0,00    | 0,00   | 0,20   | 2,40   |
| 2013     | New York    | 9      | 0      | 5,6    | 53,8  | 44,4   | 0,0  | 0,44    | 0,00    | 0,11   | 0,00   | 2,00   |
| 2014     | Toronto     | 4      | 0      | 3,9    | 0,0   | 0,0    | 0,0  | 1,25    | 0,25    | 0,00   | 0,00   | 0,00   |
| Carrière |             | 22     | 1      | 8,5    | 48,3  | 45,5   | 0,0  | 1,23    | 0,05    | 0,05   | 0,09   | 1,73   |

#### En D-League
| Saison   | Équipe            | Matchs | Titul. | Min./m | % Tir | % 3pts | % LF | Rbds/m. | Pass/m. | Int/m. | Ctr/m. | Pts/m. |
| -------- | ----------------- | ------ | ------ | ------ | ----- | ------ | ---- | ------- | ------- | ------ | ------ | ------ |
| 2007-08  | Rio Grande Valley | 9      | 9      | 39,1   | 46,1  | 50,0   | 90,5 | 7,22    | 1,56    | 0,22   | 0,44   | 18,22  |
| 2010-11  | Reno              | 2      | 0      | 29,4   | 68,4  | 64,3   | 40,0 | 6,50    | 1,00    | 0,00   | 0,00   | 18,50  |
| Carrière |                   | 11     | 9      | 37,3   | 49,0  | 52,9   | 80,8 | 7,09    | 1,45    | 0,18   | 0,36   | 18,27  |

## Records personnels sur une rencontre NBA
Les records personnels de Steve Novak, officiellement recensés par la NBA sont les suivants :
| Type de statistique        | Saison régulière | Saison régulière                                 | Saison régulière              | Playoffs | Playoffs                             | Playoffs                    |
| Type de statistique        | Record           | Adversaire                                       | Date                          | Record   | Adversaire                           | Date                        |
| -------------------------- | ---------------- | ------------------------------------------------ | ----------------------------- | -------- | ------------------------------------ | --------------------------- |
| Points                     | 25               | Celtics de Boston                                | 17 avril 2012                 | 8        | @ Jazz de l'Utah @ Celtics de Boston | 2 mai 2008 26 avril 2013    |
| Paniers marqués            | 8                | Knicks de New York Celtics de Boston             | 11 février 2009 17 avril 2012 | 3        | @ Jazz de l'Utah @ Celtics de Boston | 2 mai 2008 26 avril 2013    |
| Paniers tentés             | 15               | @ Cavaliers de Cleveland                         | 30 janvier 2009               | 4        | @ Celtics de Boston                  | 26 avril 2013               |
| Paniers à 3 points réussis | 8                | Celtics de Boston                                | 17 avril 2012                 | 2        | 3 fois                               |                             |
| Paniers à 3 points tentés  | 12               | @ Cavaliers de Cleveland                         | 20 avril 2012                 | 3        | @ Heat de Miami @ Celtics de Boston  | 30 avril 2012 26 avril 2013 |
| Lancers francs réussis     | 6                | Trail Blazers de Portland                        | 26 janvier 2009               |          |                                      |                             |
| Lancers francs tentés      | 7                | Trail Blazers de Portland                        | 26 janvier 2009               |          |                                      |                             |
| Rebonds offensifs          | 2                | 5 fois                                           |                               | 2        | @ Heat de Miami                      | 28 avril 2012               |
| Rebonds défensifs          | 7                | @ Bobcats de Charlotte                           | 15 avril 2013                 | 5        | @ Heat de Miami                      | 30 avril 2012               |
| Rebonds totaux             | 8                | @ Warriors de Golden State                       | 25 janvier 2009               | 5        | @ Heat de Miami                      | 30 avril 2012               |
| Passes décisives           | 4                | @ Warriors de Golden State Lakers de Los Angeles | 17 mars 2009 13 décembre 2012 | 1        | @ Nets de Brooklyn                   | 2 mai 2014                  |
| Interceptions              | 2                | 8 fois                                           |                               | 1        | @ Celtics de Boston                  | 26 avril 2013               |
| Contres                    | 2                | 3 fois                                           |                               | 1        | @ Jazz de l'Utah @ Heat de Miami     | 2 mai 2008 9 mai 2012       |
| Balles perdues             | 2                | 10 fois                                          |                               | 2        | @ Heat de Miami                      | 30 avril 2012               |
| Minutes jouées             | 41               | @ Bobcats de Charlotte Hawks d'Atlanta           | 15 avril 2013 17 avril 2013   | 24       | @ Heat de Miami                      | 28 avril 2012               |

- Double-double : aucun (au terme de la saison 2015/2016)
- Triple-double : aucun.

## Salaires
| Année       | Équipe        | Salaire      |
| ----------- | ------------- | ------------ |
| 2006-2007   | Rockets       | 600 000 $    |
| 2007-2008   | Rockets       | 687 456 $    |
| 2008-2009   | Clippers      | 797 581 $    |
| 2009-2010   | Clippers      | 855 189 $    |
| 2010-2011   | Mavericks     | 384 766 $    |
| 2010-2011   | Spurs         | 350 179 $    |
| 2011-2012*  | Knicks        | 992 680 $    |
| 2012-2013   | Knicks        | 4 054 055 $  |
| 2013-2014   | Toronto       | 3 750 000 $  |
| 2014-2015   | Oklahoma City | 3 445 946 $  |
| Total Gains |               | 15 917 852 $ |
| 2015-2016   | Denver        | 3 750 000 $  |

Note : * En 2011, le salaire moyen d'un joueur évoluant en NBA est de 5 150 000 $.